# 耶姆卡爾文角
耶姆卡爾文角（英語：Hjelmkalven Point），是南極洲的海岬，位於毛德皇后地的朗希爾德公主海岸，處於韋斯切爾門峰北面，屬於南龍達訥山脈的一部分，現時由南極條約體系管理。

## 外部連結
- . . United States Geological Survey.   [2012-06-18].
- 本条目引用的公有领域材料来自美国地质调查局的文档《耶姆卡爾文角》 （資料來自地名信息系统）。

71°40′S 26°22′E / 71.667°S 26.367°E